# Zelotes hentzi
Zelotes hentzi är en spindelart som beskrevs av Barrows 1945. Zelotes hentzi ingår i släktet Zelotes och familjen plattbuksspindlar. Inga underarter finns listade i Catalogue of Life.